# Strehla
Strehla je město v německé spolkové zemi Sasko. Nachází se v zemském okrese Míšeň a má přibližně 3 700 obyvatel.

## Historie
První písemná zmínka o městě pochází z roku 1002, kdy jej zmiňuje kronika Dětmara z Merseburku. Město se nacházelo při Svatojakubské cestě. K roku 1224 je doložen farní kostel. Na konci dubna 1945 se v prostoru mezi Torgau a Strehlou poprvé setkala postupující americká a sovětská vojska.

## Přírodní poměry
Strehla leží na hranici Saska s Braniborskem v rovinaté, zemědělsky využívané krajině na levém břehu řeky Labe. Jihovýchodně navazuje území velkého okresního města Riesa. Městem neprochází železnice.

## Správní členění
Strehla se dělí na 8 místních částí:
- Forberge
- Großrügeln
- Kleinrügeln
- Lößnig
- Oppitzsch
- Paußnitz
- Strehla
- Unterreußen

## Pamětihodnosti
- renesanční zámek Strehla
- gotický městský kostel
- barokní radnice

## Osobnosti
- Werner Unger (1931–2002), fotbalista